# Hata (Uttar Pradesh)
Hata es un pueblo y nagar Panchayat situado en el distrito de Kushinagar en el estado de Uttar Pradesh (India). Su población es de 12801 habitantes (2011). 

## Demografía
Según el censo de 2011 la población de Hata era de 12801 habitantes, de los cuales 6705 eran hombres y 6096 eran mujeres. Hata tiene una tasa media de alfabetización del 79,22%, superior a la media estatal del 67,68%: la alfabetización masculina es del 85,96%, y la alfabetización femenina del 71,81%.